# Syncesia leprobola
Syncesia leprobola är en lavart som beskrevs av Nyl. ex Tehler. Syncesia leprobola ingår i släktet Syncesia och familjen Roccellaceae.   Inga underarter finns listade i Catalogue of Life.